# オスマン2世
オスマン2世（オスマン語: عثمان ثانى、英: Osman II、1604年11月3日 - 1622年5月20日）は、オスマン帝国の第16代皇帝（在位：1618年2月26日 - 1622年5月20日）。父はアフメト1世、母はマフフィルズ（Mahfiruze Hatice Sultan）。ムラト4世、イブラヒムの兄。「ゲンチ」（若いという意味）の愛称で呼ばれている。

## 生涯

### 即位前
1604年、オスマン2世はアフメト1世とその夫人のマフフィルズ・ハトゥンとの間にうまれた。オスマンは生後11ヶ月の時からアフメト1世の宮廷で過ごし、母のマフフィルズはオスマンにさまざまな教育を施した。そのためオスマンは父と同じく詩を好みアラビア語、ペルシア語、ギリシア語、ラテン語、イタリア語などが話せるようになった。外国の大使によるとオスマン皇子は帝国で最も文化的な人物であったという。1617年に父のアフメト1世が崩御した時には即位できずに叔父のムスタファ1世が即位した。即位できなかった理由としては母のマフフィルズがオスマンの若い頃に亡くなったか既に宮廷から追い出されていたためだと考えられる。

### 即位
1618年、叔父のムスタファ1世がクーデターにより退位したことを受け、14歳で皇帝の座に即いた。オスマン2世はまず、叔父ムスタファ1世を即位させた大宰相代理を罷免し、さらに、イスラム長老エサトの影響力を削ぎ、高位ウラマーたちの力を抑えようとした。そして、自らの師父や白人宦官長を重用することで、オスマン2世自身を中心とした党派形成を試みたのである。
また、長年1616年以来続けていたサファヴィー朝との戦争はセラブ条約を締結し、終止符を打った。内容は1612年のナスフ・パシャ条約の時よりもサファヴィー側に領土を少し譲る形になった。この和平は1623年にアッバース1世率いるサファヴィー側が破るまで継続した。

### ポーランド遠征

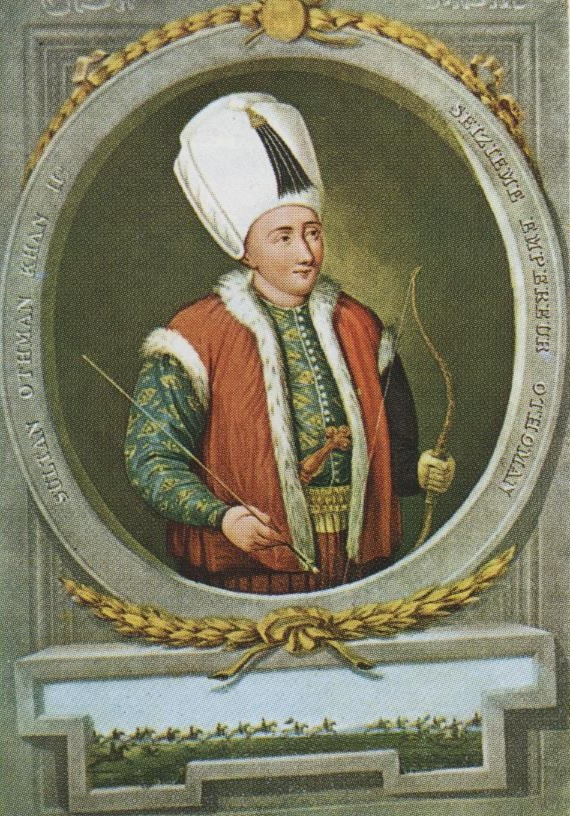
オスマン2世

オスマン2世が次に企図したのは、ポーランド遠征であった。黒海北岸には、コサックと呼ばれる自由民が居住しており、ときおり黒海を船で南下しアナトリア北岸を略奪していた。さらにはボスポラス海峡に侵入してイスタンブール郊外を襲撃することもあった。この忌まわしいコサックを背後からポーランドが支援しているとして、1621年、オスマン2世はポーランドへの親征を宣言したのである。親征の勝利によって自らの権威を高めるのも、彼の計画のうちであっただろう。ヨーロッパ側の史料では、バルト海進出を狙ってたとするものもある。
オスマン2世は出陣に先立ち、反乱者に担がれる恐れのある弟メフメトを処刑している。この処刑にイスラム長老エサトは反対したが、オスマン2世は、イスラム長老に次ぐ帝国第２位のウラマーであるバルカンの軍法官より処刑を是とする法意見書を得て、後の混乱が起こらないように気をつけた。
親征によってオスマン2世の権威を確立させるはずだったポーランド遠征は成果なくして終わった。特にホティンの戦いでポーランド・リトアニアに敗れた後は首都において凱旋を装ったがその効果は充分ではなかった。遠征より帰還後、生まれたばかりの息子のオメルを事故死で失った。ベネツィアの記録によると、オメルが誕生した祝いにオスマン2世は他の皇子たちと共に宮殿でポーランド遠征のショーを開いたという。しかしショーの最中にポーランド兵を演じている役者が誤って銃を乱射してしまいオメルに被弾したという。息子を失ってからオスマンは三日間沈黙したという。その後、有力政治家ペルデヴ・パシャの娘、そしてイスラム長老エサトの娘との正式な婚姻を結ぶことによる影響力拡大を図った。君主と自由身分のムスリム女性との正式な婚姻は久しく行われておらず、まして臣下の娘への求婚は前代未聞であったため、エサトは反対した。

### イェニチェリの反乱
1622年、オスマン2世はメッカ巡礼を宣言した。この宣言の意図は、オスマン支配に抵抗を繰り返しす豪族マアンオール・ファフレッティン討伐のためだったという。しかし、オスマン2世がシリアにおもむいて、当地でイェニチェリ軍団に変わる新たな軍団を創設、編成しようとしている、という噂が流れた。シリアは非正規兵セクバンが初めて使われた地でもあるから噂の信憑性は十分だった。さらにはカイロに遷都しようとしているという噂も流れたため、高位ウラマーのみならず大宰相や黒人宦官長も巡礼を取りやめるようスルタンを説得したが、オスマン2世の意思は硬かった。事態は緊迫の度を増し、ついにイェニチェリ軍団はダヴト・パシャを大宰相に担ぎ上げ、彼らとともに蜂起し、オスマン2世を殺害した。具体的な殺害方法については諸説あるが、「イェディ・クレ（七塔の砦）」の牢内で絞殺されたと思われる。殺害後、遺体から切断された右耳が母太后の許へ送られた。

### 崩御後
崩御後、ムスタファ1世が復位したが、オスマン2世の殺害に不満を持ったエルズルム州総督のアバザ・メフメト・パシャは新政府に反発してアナトリアで反乱を起こし、イスタンブールは混乱に陥った。結局イェニチェリたちはこの混乱を収めるため自分たちの擁立した大宰相カラ・ダヴト・パシャを処刑し、さらにはムスタファ1世も廃位されたため、異母弟のムラトが後を継いだ。アバザ・メフメト・パシャの反乱は一時はアンカラやブルサまで拡大し1628年まで続くこととなった。